# Panzerfaust
Panzerfaust – niemiecki bezodrzutowy granatnik przeciwpancerny jednorazowego użytku z okresu II wojny światowej.

## Historia
W roku 1942 powstał prototyp pocisku Faustpatrone (niem. dosłownie „nabój pięściowy”). Była to głowica o ładunku kumulacyjnym osadzonym na krótkiej rurze i miotana ładunkiem prochowym. Doskonałe wyniki balistyczne spowodowały opracowanie bezpiecznego sposobu wystrzeliwania głowicy. Na przełomie 1942 i 1943 roku uzyskał on swoją ostateczną postać: przedłużono rurową wyrzutnię, skonstruowano mechanizm odpalający wraz z prostym celownikiem oraz pociskiem nadkalibrowym stabilizowanym brzechwami ze sprężystej blachy, które rozwijały się po wystrzeleniu.

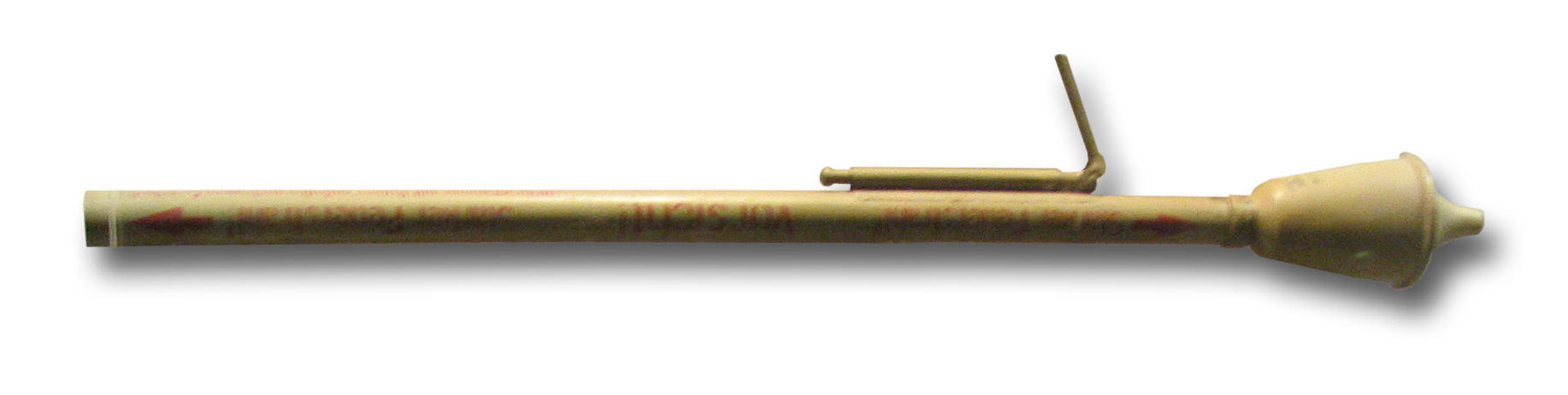
Panzerfaust 30 klein

Pierwsze egzemplarze Panzerfaustów (niem. „Pancerna pięść”) – serie Panzerfaust 30 i 30 klein – trafiły na front już w połowie 1943 roku, szybko zyskując uznanie wojska. Oba modele odróżniał jedynie kaliber głowicy i zdolność przebicia pancerza. Ładunek kumulacyjny w głowicy wykonany był z heksolitu (mieszaniny trotylu i heksogenu), którego efekt kumulacyjny dodatkowo wzmagała wkładka o odpowiednim, stożkowym kształcie, wykonana z miękkiej blachy (miedzi, ze względu na koszty, nie stosowano). Dla polepszenia własności aerodynamicznych głowica miała czepiec balistyczny. Ładunek wybuchowy detonowany był prostym zapalnikiem bezwładnościowym, w którym iglica uderzała w spłonkę osadzoną w małym ładunku pobudzającym Zündladung 34. Zapalnik był dodatkowo zabezpieczony (przed przypadkowym zadziałaniem) przez spiralną sprężynę. Zespół ten znajdował się za ładunkiem kumulacyjnym. Rurowa wyrzutnia wykonana była z miękkiej stali i była trwale połączona z mechanizmem odpalającym i celownikiem. Wewnątrz rury umieszczano tekturowy pakiet z prochem – ładunkiem miotającym. Koniec rury zatkany był kartonową pokrywką, zabezpieczającą przed przypadkowym zapchaniem przewodu wyrzutni – przy strzale wyrzucało go ciśnienie gazów prochowych. Mechanizm odpalający składał się z iglicy ze sprężynką, przycisku spustowego, bezpiecznika oraz dźwigni napinającej, będącej zarazem celownikiem. Działanie bezpiecznika polegało na zasłonięciu kanału ogniowego wiodącego od spłonki do ładunku prochowego. Jeśli tuleja bezpiecznika została przekręcona o 1/4 obrotu, odsłaniał się kanał ogniowy.

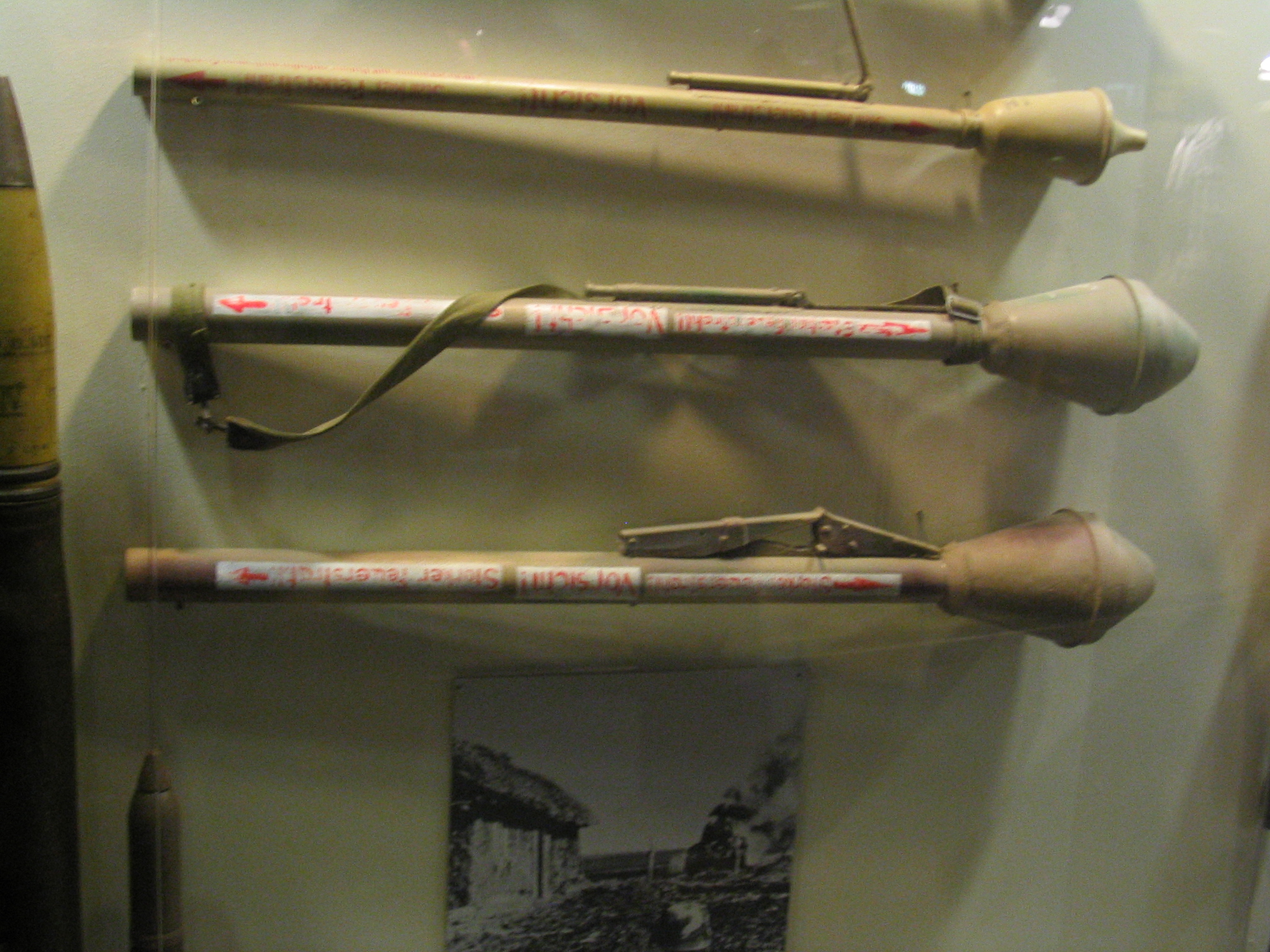
Porównanie różnych modeli Panzerfausta

Kolejne modele Panzerfausta, odpowiednio: 60, 100, 150, różnił kaliber głowicy i wielkość ładunku miotającego. Konstrukcja i mechanizm nie ulegały istotnym zmianom, z racji wzrastania zasięgu broni modyfikacjom ulegały nastawy celowników. Jedynie we wzorze 150 wprowadzono (początek 1945 roku) wielokrotne użycie wyrzutni rurowej. Osiągnięto to przez umieszczenie ładunku miotającego w głowicy oraz przez wzmocnienie rury. Model ten nie wszedł jednak do uzbrojenia z powodu problemów z transportem. Model 250 (o teoretycznym zasięgu 250 m) z racji zakończenia wojny nie opuścił desek kreślarskich nigdy nie wchodząc nawet w fazę prototypową. Z racji coraz większych problemów z dostępnością metalu, naukowcy niemieccy próbowali skonstruować Panzerfausta z rurą wielorazowego użytku wykonaną z tektury, lecz prace nad tym projektem przerwał koniec wojny. Opracowano również głowicę odłamkową, z nacięciami, poprawiającymi właściwości aerodynamiczne oraz donośność, ułatwiając również rażenie siły żywej przeciwnika.
Zgodnie z założeniami, panzerfaust okazał się bronią tanią, łatwą w produkcji, prostą w użyciu i skuteczną.

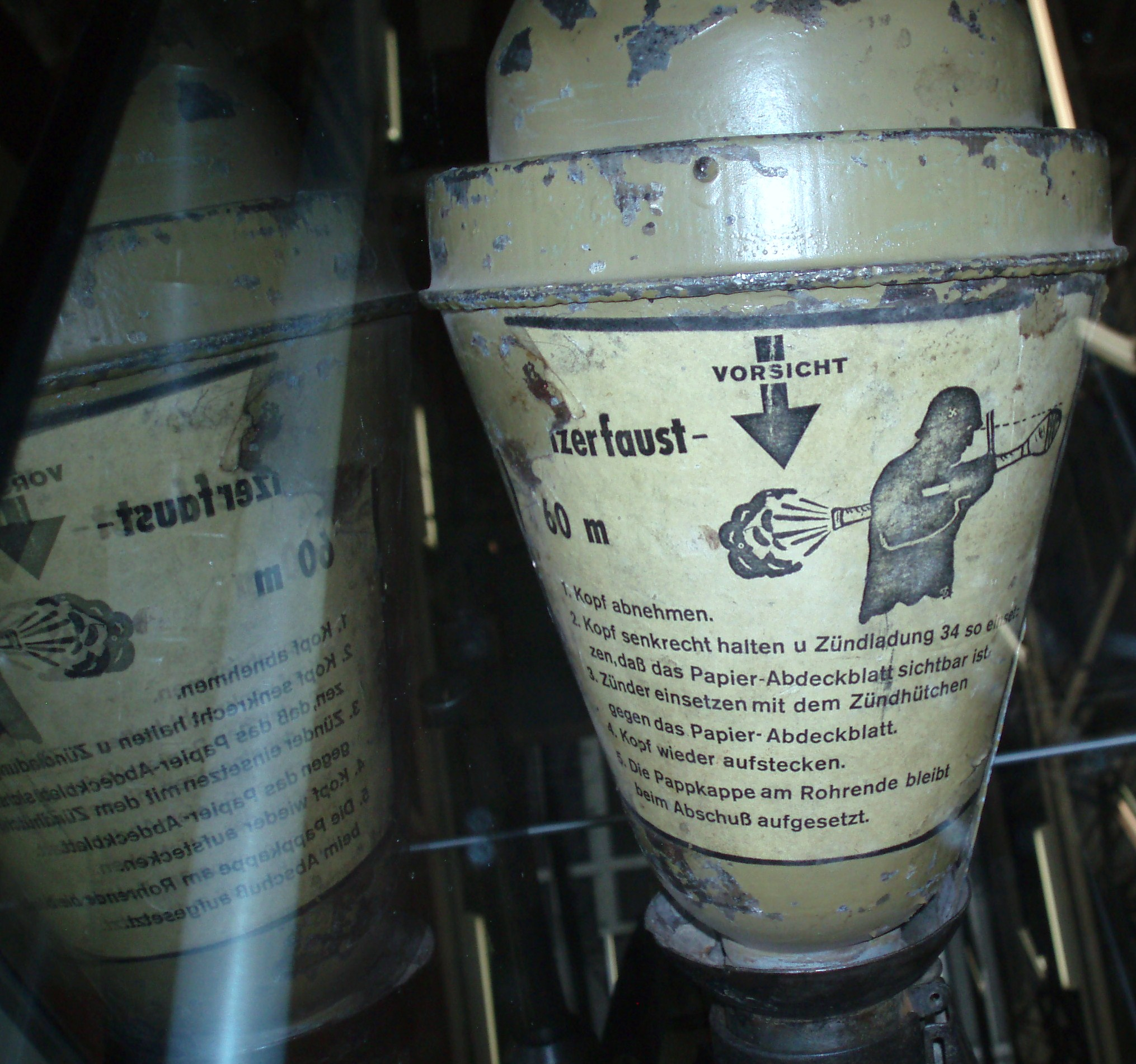
Instrukcja obsługi na głowicy Panzerfausta 60
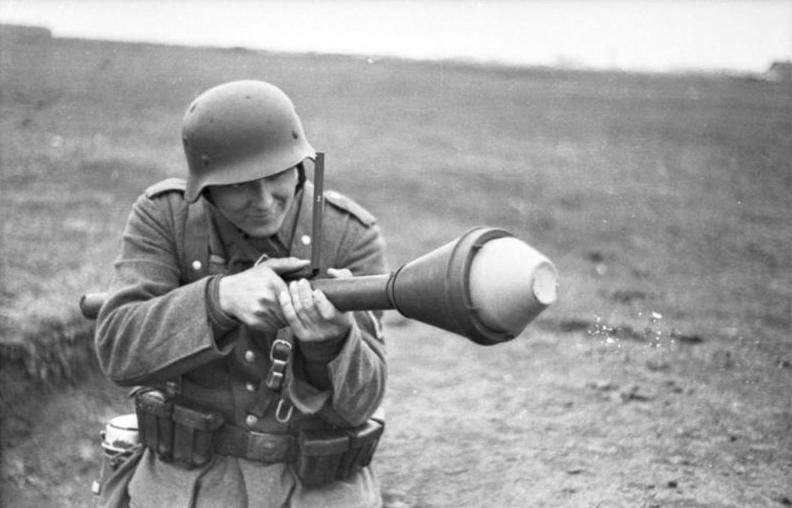
Technika celowania
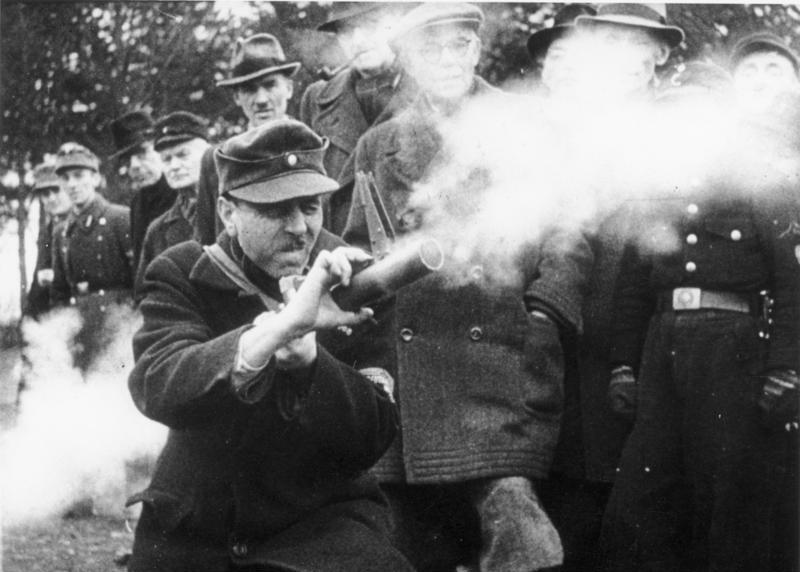
Moment odpalenia pocisku

## Użycie

### Finlandia
Finlandia zakupiła Panzerfausty klein (oznaczone 100 psph/F1) i 30 (oznaczone 142 psph/F2) w kwietniu 1944 roku; dostarczono ich 3600. Zostały użyte w walkach z Armią Czerwoną od czerwca na Przesmyku Karelskim.

### ZSRR
Armia Czerwona do 1944 roku sporadycznie używała zdobycznych granatników. Dopiero od początku 1945 roku, wraz ze zdobyciem znacznej ich liczby podczas ofensywy styczniowej i w bitwie o Białogard, ich użycie stało się względnie masowe, co zalecała dyrektywa dowódcy 1 Frontu Białoruskiego marszałka Żukowa z lutego 1945. Została także wydana radziecka instrukcja posługiwania się tą bronią. Wobec rzadszych starć z bronią pancerną, Panzerfausty przede wszystkim były używane przez żołnierzy radzieckich do niszczenia punktów oporu i umocnień podczas walk w miastach.

### Polska

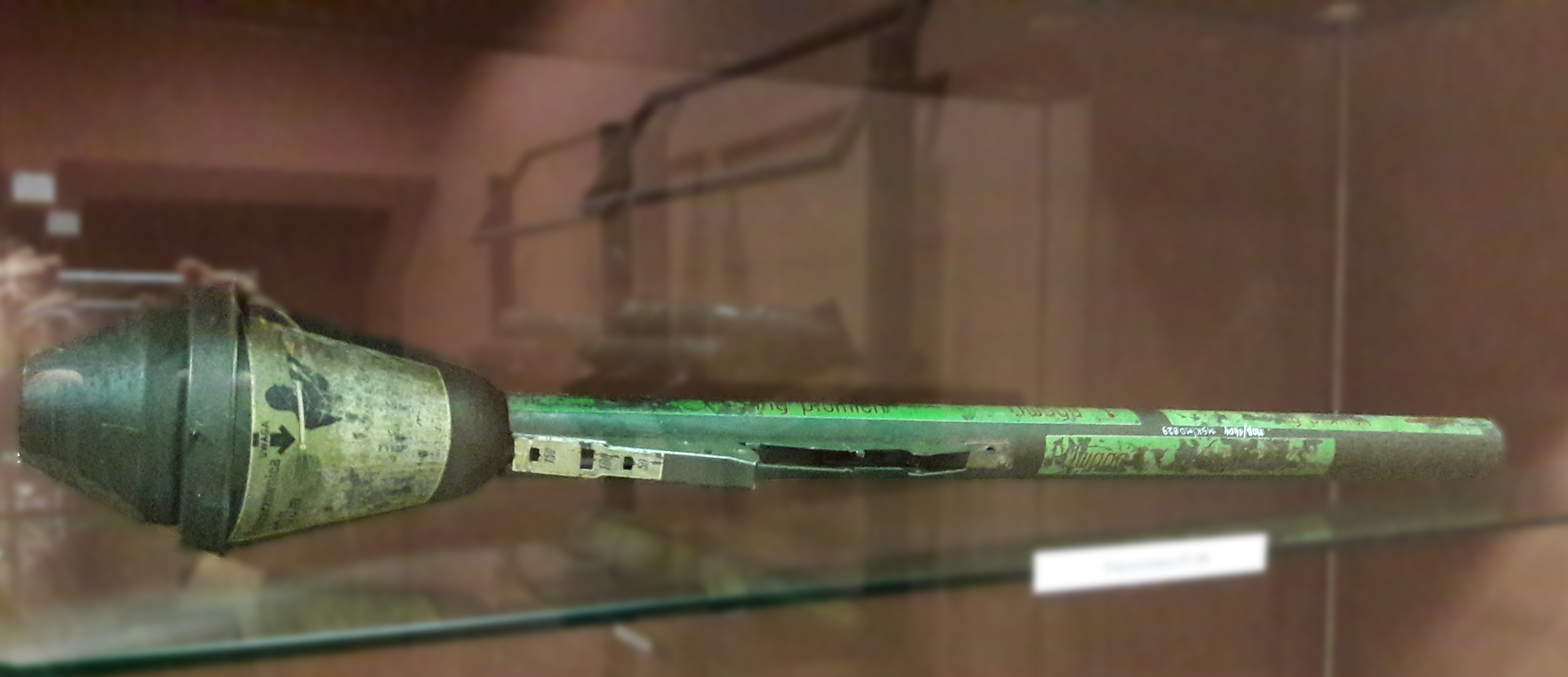
Pc-100 (polska kopia Panzerfausta)

Podczas powstania warszawskiego Polacy zdobyli według danych AK 27 sztuk Panzerfaustów 30 klein oraz 30 (z większym ładunkiem ale nadal z wczesnym długim celownikiem), pojawiają się one czasem we wspomnieniach powstańców. Przykładowo: "Drugi transporter opancerzony Sd Kfz 251 został zdobyty przez powstańców 5 sierpnia 1944 r. na Placu Zamkowym. Po ugaszeniu pożaru wywołanego przez butelki zapalające pojazd został odprowadzony na Kanonię. Z wnętrza transportera powstańcy wydobyli: 2 panzerfausty i pudełko spłonek do nich, 50 sztuk min talerzowych 3 i 2 kg, około 100 kg ładunków trotylowych oraz 250 m lontu i dużą ilość amunicji do mp."
Oddziały Ludowego Wojska Polskiego używały w walkach od marca 1945 znacznej liczby zdobycznych Panzerfaustów, zwłaszcza do zwalczania umocnień, m.in. w walkach o Kołobrzeg i Berlin (wcześniej użycie tej broni bywało sporadyczne). Po wojnie dziesiątki tysięcy zdobycznych granatników były na ogół likwidowane. Dopiero pod koniec 1949 roku zdecydowano o przyjęciu na uzbrojenie niewielkiej pozostałej liczby Panzerfaustów 30 i 60 (łącznie 4025 sztuk) jako zapas na wypadek wojny, pod oznaczeniem PG-49 (Przeciwczołgowy Granatnik wz. 49). Jednocześnie w 1949 roku podjęto decyzję o skopiowaniu Panzerfausta 100 i podjęciu jego produkcji jako Pc-100, co jednak nie przyniosło sukcesu (dopiero w 1952 roku zdołano wykonać 5000 sztuk bojowych granatników, po czym wstrzymano program).

## Dane taktyczno-techniczne
| Wzór                              | Panzerfaust klein | Panzerfaust groß | Panzerfaust 60 m | Panzerfaust 100 m | Panzerfaust 150 m | Panzerfaust 250 m |
| Kaliber wyrzutni (mm)             | 28-33             | 44               | 44               | 44                | 44                | ?                 |
| Długość wyrzutni (cm)             | 80                | 80               | 80               | 80                | 80                | 60                |
| Kaliber pocisku (mm)              | 100               | 150              | 150              | 150               | 105               | ?                 |
| Przebijalność pancerza (mm)       | 140               | 220              | 220              | 200               | 360               | ?                 |
| Masa ładunku miotającego (g)      | 56                | 95               | 140              | 190-200           | ?                 | ?                 |
| Masa pocisku (kg)                 | 1,3               | 2,9              | 2,9              | 2,9               | ?                 | ?                 |
| Masa całkowita (kg)               | 3,25              | 5,1              | 6,1              | 6,8               | ?                 | ?                 |
| Prędkość początkowa pocisku (m/s) | 25-8              | 30               | 48               | 60                | 85                | 150               |
| Donośność skuteczna (m)           | 30                | 30               | 60               | 100               | 150               | 250               |